# Стрнище (Кидричево)
Стрнище (словен. Strnišče) — поселення в общині Кидричево, Подравський регіон‎, Словенія.